# Jeep Forward Control
Willys Jeep Forward Control Truck — с 1956 по 1965 годы производился грузовой автомобиль американской компанией Willys Motors (ранее Willys-Overland). 
Позже лицензионное производство грузовиков под маркой Mahindra продолжалось в Индии до 2015 года. В это время осуществлялся и экспорт в Болгарию. Основным рынком сбыта индийских грузовиков Mahindra Forward Control Truck была Индия, где было продано около 900 000 единиц. В США оригинальные грузовики Jeep Forward Control не пользовались большим спросом. В США было выпущено всего 15 000 единиц. В 1965 году автомобиль Jeep Forward Control сменила новая модель Jeep Gladiator.
Модели Forward Control предназначались для корпоративного, муниципального, военного и гражданского использования. Стандартными были обычные кузова-пикапы, но покупателям также предлагался большой выбор специализированных кузовов, одобренных Jeep, от сторонних поставщиков. Они включали простые платформы, полноценные эвакуаторы, самосвалы и даже пожарные машины. По лицензии автомобили также производились в Индии и Испании.